# Гай Веттулен Цивика Цериал
Гай Веттулен Цивика Цериал (лат. Gaius Vettulenus Civica Cerialis) — римский военный и политический деятель середины I века.
Цериал происходил из сабинского города Реате. Его старшим братом был наместник Иудеи Секст Веттулен Цериал. Около 75 года Цериал занимал должность консула-суффекта, а затем наместника Мёзии с 78/79 по 82 год.
В 87/88 году Цериал был отправлен в провинцию Азия проконсулом, в частности, для подавления восстания под руководством Лже-Нерона. Неизвестно, участвовал ли Цивика в заговоре против императора Домициана или нет, а, может быть, потерпел неудачу из-за неуверенных действий, но, во всяком случае, он был арестован, а затем казнен по приказу Домициана.